# Hawkeye (Marvel)
Hawkeye (prawdziwa tożsamość: Clint Barton) – fikcyjna postać, superbohater, znana z licznych serii komiksowych wydawanych przez Marvel Comics, oraz różnych adaptacji, bazujących na komiksowych publikacjach. Jego twórcami są Stan Lee i Don Heck, zadebiutował on w Tales of Suspense #57 w 1964 roku.

## Fikcyjna biografia
Clint Barton jest synem Harolda i Edith. Po wypadku samochodowym rodziców, razem z bratem trafili do sierocińca, z którego uciekli i wstąpili do cyrku. Tam Barton nabył swoje umiejętności, m.in. w mistrzowskim posługiwaniu się łukiem i w sztukach walki. Jego żoną była Bobbi Morse/Mockingbird. Był członkiem m.in. Avengers, Thunderbolts, Defenders i New Avengers.

## Adaptacje

### Marvel Studios
Jeremy Renner kilkukrotnie wcielił się w tego superbohatera w produkcjach Filmowego Uniwersum Marvela
- Thor (2011)
- Avengers (2012)
- Avengers: Czas Ultrona (2015)
- Kapitan Ameryka: Wojna bohaterów (2016)[1]
- Avengers: Koniec gry (2019)
- Hawkeye (2021)